# Doudou Camara
Doudas Leydi Camara, detto Doudou (Dakar, 23 luglio 1947 – Dakar, 18 luglio 2024), è stato un cestista senegalese.

## Biografia
Doudou Camara nacque a Dakar il 23 luglio 1947.
Con il Senegal disputò due edizioni dei Giochi olimpici: Città del Messico 1968 e Monaco 1972.
Partecipò, inoltre, a due FIBA AfroBasket: Casablanca 1968 e Dakar 1972.
Morì a Dakar il 18 luglio 2024, cinque giorni prima di compiere 77 anni.